# Uranothauma crawshayi
Uranothauma crawshayi är en fjärilsart som beskrevs av Butler 1895. Uranothauma crawshayi ingår i släktet Uranothauma och familjen juvelvingar. Inga underarter finns listade i Catalogue of Life.